# Postmand Per
Postmand Per (engelsk: Postman Pat el. Pat Clifton) er en britisk stop-motion-serie omhandlende et postbud ved navn Postmand Per. Historien foregår i den fiktive landsby Grønnedal (eng. Greendale) i Yorkshire, baseret på den eksisterende landsby Longsleddale i Cumbria. I serien henvises også til en fiktiv storby kaldet Pencaster.

## Oprindelse
Den oprindelige serie blev lanceret i 1981 i England. Den første sæson havde tretten episoder på 15 minutter hver. I begyndelsen af halvfemserne var der fire sær-afsnit på hver 25 minutter, og i 1997-1998 var der en hel anden sæson af tretten episoder. I perioden 2003-2004 blev der igen lavet yderligere fire sær-afsnit, og i 2005 og 2006 blev de efterfulgt med den tredje og fjerde sæson med 26 episoder i hver.
Serien bliver i Danmark vist på DR1 og DR Ramasjang. De nyere sæsoner fås også på DVD. Den danske stemme for Postmand Per er fremsat af Ole Fick. Serien har haft stor succes i Det Forenede Kongerige og i Danmark samt mange andre lande.

## Historie
I hver episode følger man postbuddet Pers´ oplevelser, der primært hænder langs hans postrute i Grønnedal. Han bliver ofte distraheret af forskellige landsbyboeres problemer og er så behjælpelig med problemløsningen.
Postmand Per har en kat ved navn Emil, der selvfølgelig er med til at lave sjov.

## Medvirkende
- Postmand Per (eng. Pat Clifton) – Postbud i Grønnedal
- Sonja (eng. Sarah Clifton) – Hustruen til Postmand Per, fra 2004 er hun en servitrice på stationen. Optrådte første gang i 1981, men fik først navn i 2004.
- Povl (eng. Julian Clifton) – barn af Per og Sonja.
- Emil (eng. Jess Kat) – den sorte og hvide kat.
- Bedstemor Dreyer (eng. Granny Dryden) - En eldre dame og ven av Postmand Per
- Frøken Hubert (eng. Rebecca Hubbard) -
- Teddy Gormsen (eng. Ted Glen) - Grønnedals altmuligmand og opfinder
- Lui (eng. Sam Waldron - Grønnedals varebilkører
- Peter Poulsen (eng. Peter Fogg - Bonde på Grønnedal gård
- Allan Thomsen (eng. Alf Thompson) - Bonde på Thomsens gård
- Dorthe Thomsen (eng. Dorothy Thompson) - Hustruen til Allan Thomsen
- Billy Thomsen (eng. Bill Thompson) - Sønden til Allan og Dorthe
- Lærer Pallesen (eng. Jeff Pringle) - Skolelærer og faren til Benny
- Benny Pallesen (eng. Charlie Pringle) - Sønden til Pallesen og ivrig skolebørn
- Arthur Søby (eng Arthur Selby) - Grønnedals politimester og faren til Louise Søby
- Louise Søby (eng Lucy Selby) - Datteren til Arthur Søby
- Fru Madsen (eng Mrs. Goggins) - Postdamen i Grønnedal
- Gertrud Grøn (eng Sylvia Gilbertson) - Lægen i Grønnedal og mor til Sara Grøn
- Pastor Johannes (eng. Reverend Timms) - Grønnedals sognepræst
- Kate (eng Katy Pottage) - Skolebørn og søsteren til Tom
- Tom (eng. Tom Pottage) - Skolebørn og broren til Kate
- Sara Grøn (eng Sarah Gilbertson) - Skolebørn og datteren til Gertrud Grøn

## Postmand Per i verden
- I Storbritannien blev serien udsendt som Postman Pat og udsendt af Nickelodeon Jr. (tidligere BBC)
- I Skotland. Ud over den originale serie sendes der en gælisk version som hedder: Padraig Post. (udsendes af BBC Skotland)
- I New Zealand er serien sendt 5. februar 2007 og udsendes af TV2 på engelsk, siden 2005 har der været planer om at sende episoder i Maori.
- I Catalonien, Her blev serien udsendt under navnet: Pat el carter, på det catalanske TV3 (Televisió de Catalunya).
- I Australien, Serien blev i sin oprindelige version vist på Cartoon Network og ABC Kids.
- I Japan er rettighederne til at sende serien solgt til den lokale Disney kanal, hvorved der blev sat en stopper for spekulationer om, hvorvidt serien kunne blive vist, fordi Postmand Per med kun har tre fingre og en tommelfinger, kunne opfattes som et Yakuza-symbol (Yakuza er en japansk mafialignende organisation). Serien bliver synkroniseret i japansk.
- I Italien blev Il Postino Pat udsendt af "RaiSat Ragazze station" men siden september 2006 på "Raitre".
- Telewizja Polska sendte serien i Poland under navnet: Listonosz Pat.
- Pieter Post er navnet på serien i Nederlandene og Belgien og er synkroniseret på nederlandsk og indtalt af Marnix Kappers
- I Norge er han kendt som Postmann Pat og serien er genudsendt flere gange af NRK. Serien blev første gang læste, men er nu synkroniseret.
- Seere i Island, kender serien som Pósturinn Páll, hvor serien på den offentlige kanal "Sjónvarpið" udsendes .
- YLE2 sender i Finland serien under navnet: Postimies Pate. Finnerne har den ære som eneste land til at kunne købe den første serie på VHS.
- Der udsendes (af kabelkanal HBC) nyere episoder I USA. Tilsyneladende er den oprindelige episoder, med originale træk og britiske accenter.
- Indien har den originale serie i programmet "Half Billet Express", hvor andre børne serier kan ses.
- Pat-e Postchi er navnet på den serie i Israel, hvor han blev vist i 80'erne og 90'erne. Serien blev synkroniseret i hebraisk.
- I Østrig hedder serien "Postbote Pat", der udsendes af ORF, og synkroniseret på tysk.

Den spanske * Baskerlandet kender den serie af ETB 1, hvor serien hedder Patria postaria og er synkroniseret på baskisk
- I Sverige kender de ham som "Postis Per" og bliver vist på både Nickelodeon og TV4, begge på svensk.

## Produktion
Serien blev produceret i 1981 af Woodland Animations. I 1991-1997 blev arbejdet med HT Entertainment. Sidstnævnte kaldes nu Entertainment Rights, der har i tidens løb overtaget Woodland. Entertainment Rights er til dato den der laver serien.

## Trivia
- I de første otte episoder af den første serie var der et krone-lignende emblem på Postmand Pers røde bil, der svarede til logoet for det britiske postvæsen "Royal Mail". Efter "Royal Mail" gav sin velsignelse til programmet til at bruge deres logo, er dette emblem erstattet af det officielle logo for "Royal Mail".
- Pers røde bil har nummerplade "Pat 1". I en episode er der en længere version af denne bil, transporteres personer og gods og er kendt med bogstaverne "Pat 2". Fra det fjerde serie, vises denne bil igen, men nu som en gul skolebus.

## Teknisk Information
- Camera: Sony HDW-F900
- Film negative format (mm/video inches): Printed film format / 70 mm
- Størrelsesratio: 1.44 : 1

## Eksterne links (engelsk)
- Postmand Pers officielle hjemmesiden
- Postmand Per på Internet Movie Database (engelsk)
- Postmand Per hos The Movie Database (engelsk)
- Postmand Per hos TheTVDB (engelsk)
- Postmand Per hos TV.com (engelsk)
- Teknisk Information
- British Film Institute Screen Online
- Danske Facebook Fangruppe
- Postmand Pers side på BBC
- Titelsangen "Postmand Pat" på Youtube
- Postmand Per i 3D

| Fjernsyn | Spire Denne artikel om et tv-program er en spire som bør udbygges. Du er velkommen til at hjælpe Wikipedia ved at udvide den. |